# Hardcore Justice
Hardcore Justice, fino al 2009 denominato Hard Justice, è stato uno degli eventi in pay per view (PPV) della federazione di wrestling Total Nonstop Action realizzati nel mese di maggio (2005) e nel mese di agosto dal 2006 al 2012.
Gli eventi dal 2005 al 2012 furono trasmessi in PPV ed in seguito, e con lo stesso nome adottato nel 2010 (Hardcore Justice), furono trasmessi in PPV uletriori eventi inseriti nella serie One Night Only.
Dal 2013 lo stesso nome Hardcore Justice fu utilizzato nella programmazione delle puntate speciali della serie Impact Wrestling ed in formato "free" dalle emittenti Spike TV (2013 e 2014) e Destination America (2015).

## Edizioni in PPV
| # | Evento                  | Data           | Città               | Sede                  | Main Event |
| - | ----------------------- | -------------- | ------------------- | --------------------- | --- |
| 1 | Hard Justice (2005)     | 15 maggio 2005 | Orlando, Florida    | iMPACT! Zone          | Jeff Jarrett (c) vs. A.J. Styles con Tito Ortiz come arbitro speciale per il titolo NWA World Heavyweight Championship                    |
| 2 | Hard Justice (2006)     | 13 agosto 2006 | Orlando, Florida    | iMPACT! Zone          | Jeff Jarrett (c) vs. Sting per il titolo NWA World Heavyweight Championship                                                               |
| 3 | Hard Justice (2007)     | 12 agosto 2007 | Orlando, Florida    | iMPACT! Zone          | TNA ed IWGP World Heavyweight Champion Kurt Angle vs. TNA World Tag Team e TNA X Division Champion Samoa Joe in un Winner Takes All match |
| 4 | Hard Justice (2008)     | 10 agosto 2008 | Trenton, New Jersey | Sovereign Bank Arena  | Samoa Joe (c) vs. Booker T in un Six Sides of Steel match hardcore match per il titolo TNA World Heavyweight Championship                 |
| 5 | Hard Justice (2009)     | 16 agosto 2009 | Orlando, Florida    | iMPACT! Zone          | Kurt Angle (c) vs. Matt Morgan vs. Sting in un Fatal three-way match per il titolo TNA World Heavyweight Championship                     |
| 6 | Hardcore Justice (2010) | 8 agosto 2010  | Orlando, Florida    | iMPACT! Zone          | Hardcore Rules non-title match |
| 7 | Hardcore Justice (2011) | 7 agosto 2011  | Orlando, Florida    | Impact Wrestling Zone | Single match per il titolo TNA World Heavyweight Championship                                                                             |
| 8 | Hardcore Justice (2012) | 12 agosto 2012 | Orlando, Florida    | Impact Wrestling Zone | Last Chance match per il titolo TNA World Heavyweight Championship                                                                        |
|   |                         |                |                     |                       | Note riassuntive di tutte le edizioni (c) = campione in carica al momento dell'inizio del match                                           |

## Edizioni successive
| # | Evento                                           | Data                                                                                   | Città                 | Sede                  | Main Event |
| - | ------------------------------------------------ | -------------------------------------------------------------------------------------- | --------------------- | --------------------- | --- |
| 1 | One Night Only: Hardcore Justice (luglio 2013)   | Registrato il 19 marzo 2013 Trasmesso il 5 luglio 2013                                 | Orlando, Florida      | Impact Wrestling Zone | Jeff Hardy e Brother Runt vs. Team 3D in un Tables match |
| 2 | Impact Wrestling: Hardcore Justice (agosto 2013) | Registrato e trasmessa 1ª parte il 15 agosto 2013 Trasmessa 2ª parte il 22 agosto 2013 | Norfolk (Virginia)    | Constant Center       | Chris Sabin (c) vs. Bully Ray in un Steel cage match per il titolo TNA World Heavyweight Championship (trasmesso il 15 agosto) The Main Event Mafia (Sting, Samoa Joe, Magnus, Rampage Jackson) e A.J. Styles vs. Aces & Eights (Wes Brisco, Garett Bischoff, Devon, Mr. Anderson e Knux) in un Loser Leaves Town match (trasmesso il 22 agosto) |
| 3 | One Night Only: Hardcore Justice (gennaio 2014)  | Registrato il 29 dicembre 2013 Trasmesso il 10 gennaio 2014                            | Lowell, Massachusetts | Lowell Auditorium     | Team Angle (Kurt Angle, Samoa Joe, James Storm e Abyss) vs. Team Roode (Bobby Roode, Robbie E, Jessie Godderz e Magnus) in un Lethal Lockdown match |
| 4 | Impact Wrestling: Hardcore Justice (agosto 2014) | Registrato il 5 agosto 2014 Trasmesso il 20 agosto 2014                                | New York              | Grand Ballroom        | Bobby Roode vs. Eric Young vs. Gunner vs. Austin Aries vs. Magnus vs. James Storm in un Six Sides of Steel match dove il vincitore riceve la possibilità di disputare un match valido per il titolo TNA World Heavyweight Championship |
| 5 | One Night Only: Hardcore Justice (aprile 2015)   | Registrato il 13 febbraio 2015 Trasmesso il 1º aprile 2015                             | Orlando, Florida      | Impact Wrestling Zone | Bobby Roode vs.Lashley in un Last Man Standing match |
| 6 | Impact Wrestling: Hardcore Justice (maggio 2015) | Registrato il 16 marzo 2015 Trasmesso il 1º maggio 2015                                | Orlando, Florida      | Impact Wrestling Zone | Kurt Angle vs. Eric Young in un Stretcher match |
|   |                                                  |                                                                                        |                       |                       | Note riassuntive di tutte le edizioni (c) = campione in carica al momento dell'inizio del match |